# Raluca Petruș
Raluca Maria Petruș (n. 26 decembrie 1998, în Cluj-Napoca) este o handbalistă română care joacă pentru clubul CS Rapid București pe postul de intermediar stânga. Petruș a fost componentă a echipei naționale pentru junioare a României și echipei naționale pentru tineret a României.

## Biografie
Raluca Petruș este fata antrenoarei Rodica Petruș și și-a efectuat perioada de juniorat în handbal la echipa Clubului Sportiv Școlar „Viitorul” Cluj. Din 2014, ea a fost dublu legitimată, la „Viitorul” și „U” Alexandrion Cluj.
În 2015, handbalista a fost convocată la echipa U17 a României pentru a participa la ediția din acel an a FOTE și la Campionatul European din Macedonia, iar în 2016 a jucat la Campionatul Mondial din Slovacia.
În 2016–2017, Petruș a evoluat la Dinamo București, revenind apoi la „U” Cluj. În 2018, ea a făcut parte din echipa U20 la Campionatul Mondial din Ungaria. La sfârșitul sezonului 2018-2019, s-a transferat la SCM Gloria Buzău, iar în februarie 2022 s-a transferat la Minaur Baia Mare, pentru care a jucat până în vara lui 2023. În ianuarie 2024, ea a semnat cu CS Rapid București.
Este căsătorită din 2022.

## Palmares
- Campionatul European U17
  - Locul IV: 2015

- Liga Europeană:
  - Locul 4 (Turneul Final Four): 2022
  - Turul 3: 2021, 2022

- Cupa României:
  -  Câștigătoare: 2021
  -  Medalie de bronz: 2020

- Supercupa României:
  -  Câștigătoare: 2021